# 徐夤
徐夤（849年—938年），一作徐寅，字昭夢，号釣磯，泉州莆田縣人，晚唐官員、文學家。

## 生平
大中三年（849年）出生，擅作赋，作《人生几何赋》、《斩蛇剑》、《御沟水》等，与王棨、黃滔并称晚唐律赋三大家。早年多次科考不第，乾宁元年（894年）苏俭榜進士及第，授官秘书省正字。天复三年（903年）归闽，王审知“辟居幕下，不乐而去”，不久应泉州刺史王延彬“招致之，如布衣交”。後梁太祖开平四年（910年）時，进士一甲第一名。晚年归隐故里延寿溪畔。约卒于公元938年。有《探龙集》等。
有曾孙徐昌嗣和徐昌图。